# Cristóbal Colón (1896)

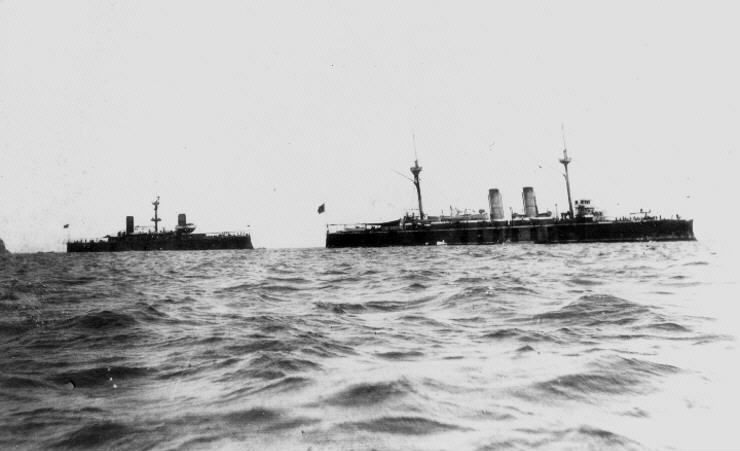
Okręty eskadry Cervery: po lewej "Cristóbal Colón", po prawej "Vizcaya".

Cristóbal Colón – hiszpański krążownik pancerny w służbie w latach 1897–1898, utracony w wojnie amerykańsko-hiszpańskiej.

## Historia
Był to okręt udanego włoskiego typu Garibaldi, budowany w stoczni Ansaldo w Genui początkowo dla marynarki włoskiej (jako "Giuseppe Garibaldi"), lecz w trakcie budowy w maju 1896 zakupiony przez Hiszpanię w obliczu rysującego się konfliktu ze Stanami Zjednoczonymi. Budowę rozpoczęto w 1895, wodowanie miało miejsce 16 września 1896, a 16 maja 1897 okręt został odebrany przez hiszpańską załogę. Nazwa "Cristóbal Colón" to hiszpański wariant nazwiska Krzysztof Kolumb.
Ponieważ Hiszpanie zdecydowali nie kupować dział 254 mm Armstronga, stanowiących główne uzbrojenie krążowników typu Garibaldi, "Cristóbal Colón" nie miał żadnych dział artylerii głównej w wieżach na dziobie i rufie. Na początku lutego 1898 okręt zawinął do Tulonu w celu uzbrojenia w dwa francuskie działa 240 mm Canet, jednakże w związku z amerykańskim ultimatum wobec Hiszpanii, "Cristóbal Colón", nie otrzymawszy  dział głównego kalibru, został pośpiesznie włączony do eskadry kontradmirała Cervery i w kwietniu 1898 wysłany wraz z nią na Kubę. Dowódcą okrętu był kapitan Emilio Díaz Moreu.
29 maja 1898 eskadra została zablokowana przez siły amerykańskie w porcie Santiago de Cuba. Podczas próby przedarcia się przez blokadę 3 lipca 1898, doszło do bitwy pod Santiago de Cuba, w której zatopiono najpierw trzy okręty typu Infanta Maria Teresa. "Cristóbal Colón" zdołał przedrzeć się najdalej, uchodząc wzdłuż wybrzeża Kuby, lecz na skutek słabej jakości węgla zaczął zwalniać i został dognany przez przeważające amerykańskie siły, głównie krążownik pancerny USS "Brooklyn". Po otrzymaniu kilku trafień i dostaniu się w zasięg dział pancernika USS "Oregon", nie mając już szans na ucieczkę, "Colón" został ok. godziny 13.15 skierowany na brzeg i samozatopiony na płyciźnie, około 75 mil od Santiago de Cuba. W toku bitwy, "Colon" trafił dwoma pociskami 152 mm i jednym 120 mm krążownik USS "Brooklyn", jedynie lekko go uszkadzając; sam otrzymał tylko 4 trafienia pocisków kalibru 127—152 mm i trzy mniejszego kalibru. Zginął jeden marynarz, 16 zostało rannych; 14 oficerów i 494 marynarzy dostało się do niewoli.
Amerykanie próbowali następnie podnieść okręt i wcielić do swojej marynarki, lecz podczas próby ściągnięcia z płycizny przewrócił się i zatonął.
Podobnie jak inne okręty typu Garibaldi, "Cristóbal Colón" był konstrukcją stosunkowo niewielkiego krążownika pancernego, lecz o silnym opancerzeniu. Typ ten wyróżniała szczególnie duża powierzchnia opancerzenia kadłuba. Do ujemnych cech należały mniejsza prędkość i zasięg pływania od większości krążowników tego okresu. Wartość bojową "Colona" w dużym stopniu ograniczył brak dział głównego kalibru.

## Dane techniczne
- wyporność: 6775 ton
- wymiary:
  - długość: 111,73 m
  - szerokość: 18,7 m
  - zanurzenie: 7,6 m
- siłownia:
  - 2 maszyny parowe potrójnego rozprężania, 24 kotły parowe wodnorurkowe Belleville, moc: 13 000 KM, 2 śruby
- zasięg: 4800 mil morskich przy prędkości 10 w i maksymalnym zapasie węgla.
  - zapas paliwa: do 1000 ton węgla
- prędkość maksymalna: 19,5 węzłów
- załoga: 543 ludzi

Uzbrojenie:

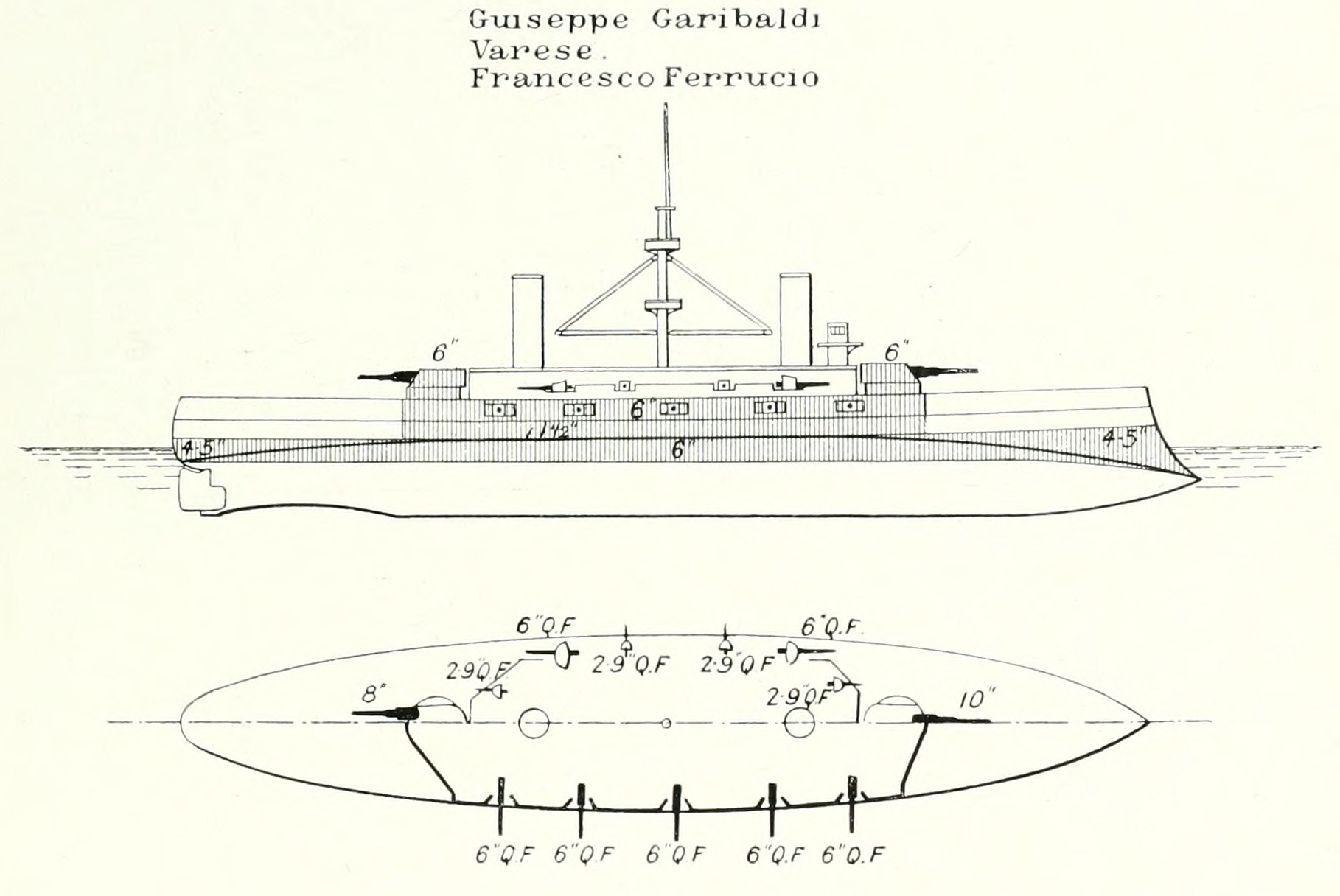
Schemat opancerzenia krążowników typu Garibaldi

- (planowane, ale nie zainstalowane) 2 działa kalibru 240 mm Canet (w 2 wieżach na dziobie i rufie, 2xI)
- 10 dział kalibru 152 mm Armstrong (długość lufy L/40 kalibrów, w kazamatach na burtach)
- 6 dział kalibru 120 mm Armstrong (długość lufy L/40, w stanowiskach na burtach)
- 10 dział kalibru 57 mm Nordenfelt
- 4 wyrzutnie torpedowe 457 mm (nadwodne, w burtach)

Opancerzenie - stal Terni zbliżona do stali Kruppa:
- burty
  - pas burtowy: 152–80 mm
  - kazamaty: 152 mm
- wewnętrzny pokład pancerny: 37–22 mm
- wieże artylerii głównej: 140–120 mm
- wieża dowodzenia(inne języki): 152 mm